# غنج أباد عليا
غنج‌ أباد عليا هي قرية في مقاطعة هشترود، إيران. عدد سكان هذه القرية هو 142 في سنة 2006.